# Catto Emmerich
Marcelo Ragusa (Mendoza, Argentina; 10 de abril de 1971) conocido como Catto Emmerich, es un actor y periodista argentino. Hijo del periodista Orlando Ragusa y de la actriz Ana María Pazos, desde niño se destacó por su histrionismo y ya en la escuela primaria participaba de todos los actos, ya sea actuando o como locutor de los mismos. Pero fue a los 15 años cuando se inició en la actuación realizando actuaciones como mimo en el Paseo Sarmiento de la capital mendocina. 
En 1992 se instaló en San Miguel de Tucumán. Comenzó así una prolífica carrera que lo llevaría al teatro y luego a la radio y televisión. Como actor se destaca por su humor e impronta en el escenario. 
Sus participaciones como protagonista en "Capocómico", "Fontanarrosa no se rinde" y "Tu humor", entre otras, le valieron varios premios y el reconocimiento del público. En Canal 10 Tucumán fue conductor de varios ciclos, entre ellos "Al toque" (deportivo), "Un día a la semana" (interés general) y "Se puede" (magazine). 
En radio relata fútbol y logra tener su propio ciclo: "Agenda Finde" en donde mezcla la ironía con la información. 
En el año 2006 realiza un móvil en vivo para Estudio País 24, programa de Canal 7 Argentina conducido por Juan Alberto Badía y en 2008 es contratado para ser parte del personal de dicho programa. 
Ya en Buenos Aires logra el objetivo de actuar en la popular calle Corrientes, en el Paseo La Plaza con gran éxito.
Catto si bien nació en Mendoza, se siente muy tucumano: "mi mujer es tucumana, mis hijos son tucumanos, mis mejores amigos son tucumanos, mi carrera la hice en Tucumán... me siento más tucumano que la achilata"